# Csongor és Tünde (színmű)
A Csongor és Tünde Vörösmarty Mihály 1830-ban írott drámai költeménye. A pesti cenzúra nem engedélyezte a mű kiadását, ezért írója Székesfehérvárott, egykori gimnáziumi oktatója, Szabó Krizosztom segítségével adta ki művét, Számmer Pál betűivel, 500 példányban 1831 tavaszán. A szerző életében nem adták elő. Először 1866-ban a Színi Tanoda színésztanára, Egressy Gábor mutatott be részleteket belőle. Az első teljes előadása Vörösmarty születése 79. évfordulóján, 1879. december 1-jén, a Nemzeti Színházban volt.

## Műfaji sajátosságai
A költő maga „színjátéknak” nevezte művét, azonban a darab sokban eltér attól a fajta felfogástól, amit az 1820-as években drámának tekintettek. Tulajdonképpen a három nagy műnem (líra, dráma, epika) határán álló drámai költemény; elbeszélések, leírások, párbeszédek, felvonásokra és jelenetekre tagolás jellemzik. Az időmértékes verselésű darab két különböző verselési módban íródott. Az elbeszélő és szerelmi részekben rímes és rímtelen trocheusok váltogatják egymást, míg az emelkedő részek ötös és hatodfeles jambusokból állnak.

## Forrásai
- Gergei Albert: História egy Árgirus nevű királyfiról és egy tündér szűzleányról
- Shakespeare: Szentivánéji álom (valóság és álom között elmosódik a határ)
- Goethe: Faust (mint műfaji előkép)
- Calderón: Az élet álom (baljós jövendölés)

## Címe
Az egymáshoz kapcsolt férfi és női név nagy világirodalmi rokonsággal rendelkezik, általában szerelmi történetet várunk utána (mint például a Rómeó és Júlia, vagy Antonius és Kleopátra). A cselekmény idejének megjelölése azonban, amely Vörösmartynál többször el is marad, vagy nagyon egyszerű (például a Vérnászban: „A’ tizennyolczadik században”), vagy titokzatos, mint itt a Csongor és Tünde esetében: „A’ pogány kúnok idejéből”.
A Csongor és Tünde szövegében semmi nem utal a pogány kunokra, idejét valószínűleg nem a történelemben kell keresnünk, hanem egyrészt más Vörösmarty-művekben, másrészt a kifejezéssel felkelthető képzettársításokban. A „pogányságot” a magyar történetírói hagyományban a kunok viselik egyfajta állandó jelzőként. Formálisan ugyanis megkeresztelkedtek, amikor Magyarországra költöztek, de sokáig tartott, amíg korábbi világfelfogásukat ténylegesen elhagyták; a IV. László magyar király korát leíró munkák általában nagy kedvvel részletezik pogány szokásaikat. A Csongor és Tündében megformálódó világképet az értelmezői hagyomány mitologikusnak, mesésnek, filozofikusnak, illetve ezek keverékének tekinti, nem érzékel feltűnő „pogányságot”. Ám az időmegjelöléssel kiemeli, felerősíti ezt a vonást, a „pogány kunok” szókapcsolattal pedig eltanácsol attól, hogy antik-pogány hagyományt keressünk benne, esetleg a görög mitológia felől értelmezzük. A három világot összekötő csodafa, a napszakszimbolika (Hajnal, Dél, Éj), a tündér és a boszorkány szerepeltetése, mindkettejük szoros kapcsolata a szexualitással (Tünde csábító szépsége, Mirígy szerelmi varázslatai – ami a néphit szerint a boszorkányok egyik fő működési területe), a több szereplőre jellemző alakváltó képesség, a mágikus kút rendszerbe nem feltétlenül illeszkedő elemeit a „pogány kunok ideje” archaikus hiedelmek együttesévé köti össze.
Érdekesség még, hogy a Tünde keresztnevet Vörösmarty alkotta meg: a tündér szóból gyökelvonással képezte.

## A mű szerkezete

### Felépítés

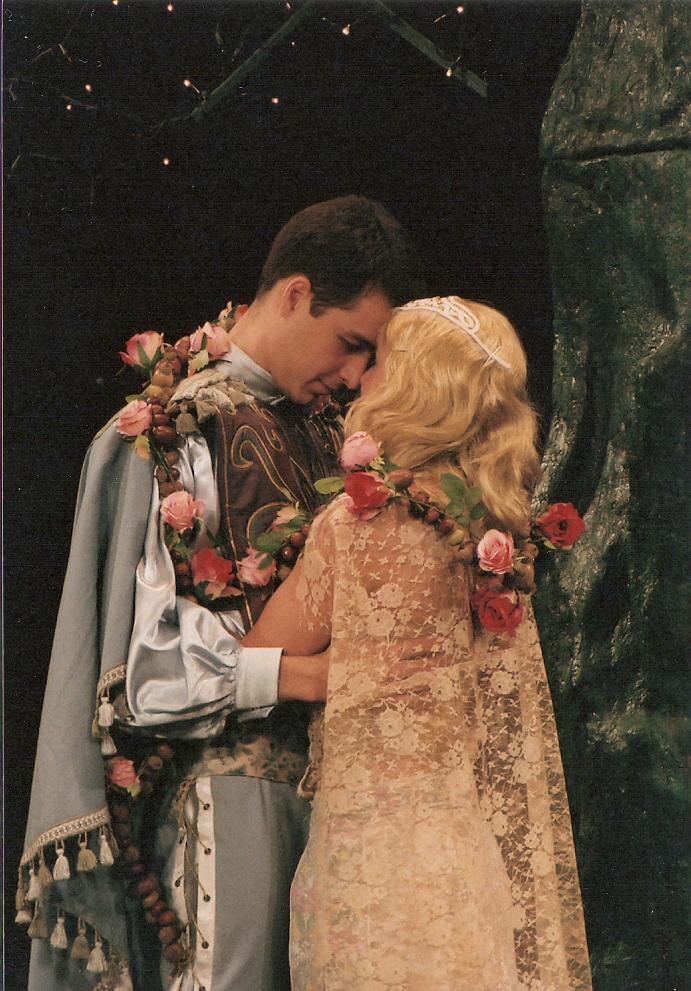
Színházi jelenet (O. Szabó Soma és Lass Bea)

A műnek két szintje van: az első a mese, a második a filozofikus gondolatok szintje. Ezen kívül két világszint is szerepel benne, a földi világ, a realitás tere (Csongor, Balga, Ilma, három vándor), valamint az égi világ, az ideák világa (Tünde, Mirigy, három ördögfi, az Éj, nemtők).

### Cselekménye
Csongor egy kozmikussá felnagyított nap alatt végigjárja a világot. Célja a boldogság megtalálása. A csodafánál megleli a boldogságot, Tündét, de Mirigy elszakítja őket egymástól. Ekkor Csongor elindul Tündérhon keresésére. Útközben sok próbát kell kiállnia…
A mű szerkezete körkörös felépítettségű. A történet a kertben veszi kezdetét, majd a hármas útnál folytatódik, és a Hajnal birodalmába, Mirigy házába, majd az Éj birodalmába tett rövid látogatásokat követően a hármas útra tér vissza a cselekmény, hogy végül a kertben érjen véget.
A drámában számos népmesei motívum fedezhető fel: boszorkány, ördögök, varázslatok.

### A boldogságkeresés szintjei
Első szinten a térben keresi a boldogságot, a kiteljesedést. A kiindulópont a kert, a virágzó fával, a végpont az elvadult kert. Önmagába visszatérő útról van tehát szó, jelezve azt, hogy az emberi boldogság és kiteljesedés nem a tér függvénye. A kert jelképesen is értelmezhető, az ember természetes élettereként, az Édenkertként, ahonnan kiűzetünk, elvágyódunk a világba, de ahova visszatérve már nem leljük föl otthonunkat, a paradicsomi állapotokat.

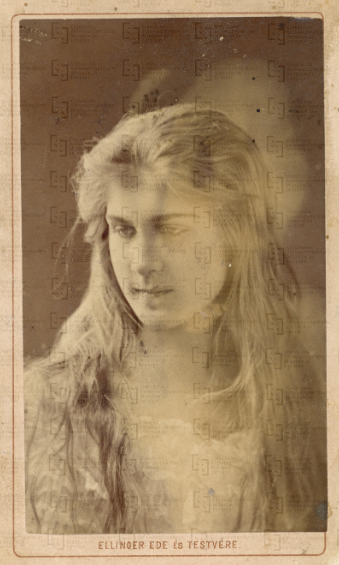
Márkus Emília Tünde szerepében a darab ősbemutatóján, Nemzeti Színház, 1879

Második szinten az időben keresi a boldogságot, a kiteljesedést. A történet estétől éjfélig, sötétedésig tart. A körkörösség, az önmagába visszatérés ismét azt jelzi, hogy a boldogság nem a múló idő függvénye.
Harmadik szintként a hármas út szerepel. A polgári világ háromféle kiteljesedési lehetőségét jelképezi: a három vándor szerepeltetésének funkciója, hogy Csongort ráébresszék a földi világ gyarlóságaira. Első a Kalmár, aki a vagyonszerzésben keresi a boldogságot, egyre több kincset kell szereznie, hogy mértéktelen vágyát kielégítse. Második a Fejedelem, aki a hatalom megszállottja. Mindig új birodalmakat kell meghódítania, hogy szenvedélyének eleget tegyen. Harmadik a Tudós, aki a tudomány elkötelezettje, mindent tudni akar, de vágya csak illúzió. A felkínált lehetőségek tévútnak bizonyulnak, mindhárom allegorikus szereplő reményeiben megcsalatkozva, kisemmizve érkezik vissza a kiindulópontra.
Negyedik szint pedig a filozófiai sík, amit az Éj monológja képvisel a műben.
„Az ember feljő, lelke fényfolyam, 

A nagy mindenség benne tükrözik. 

Megmondhatatlan kéjjel föltekint, 

Merőn megbámul földet és eget; 

De ifjúsága gyorsan elmúlik, 

Erőtlen aggott egy-két nyár után, 

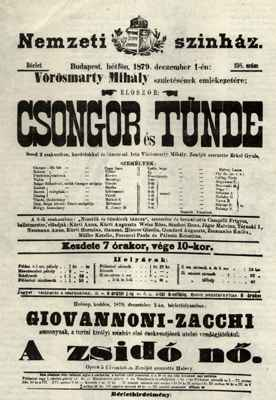
Az ősbemutató plakátja

S már nincs, mint nem volt, mint a légy fia. 

Kiirthatatlan vággyal, amíg él, 

Túr és tűnődik, tudni, tenni tör; 

Halandó kézzel halhatatlanul 

Vél munkálkodni, és mikor kidőlt is, 

Még a hiúság műve van porán, 

Még kőhegyek ragyognak sírjain, 

Ezer jelekkel tarkán s fényesen 

Az ész az erőnek rakván oszlopot. 

De hol lesz a kő, jel, s az oszlopok, 

Ha nem lesz föld, s a tenger eltűnik. 

Fáradtan ösvényikből a napok 

Egymásba hullva, összeomlanak; 

A Mind enyész, és végső romjain 

A szép világ borongva hamvad el; 

És hol kezdve volt, ott vége lesz: 

Sötét és semmi lesznek: én leszek, 

Kietlen, csendes, lény nem lakta Éj.”
Ez a rész a mű legelvontabb gondolatait közvetíti. A létezés törvényeit sorolja fel. Azt mondja, hogy a halandó emberi életet a nagy mindenség fogja körül, és csak a sötét semmi létezik örökké. Megtudjuk, hogyan keletkezett a világ: az Éj szülte. A monológ is körkörös szerkezetű, az első két sor megegyezik az utolsó kettővel, csak az idősík más: múltból jövőre vált. Szemlélete is körszerű, miszerint a világnak nincs fejlődése, csak körforgása. Előkészíti a drámai végkifejlet gondolatát. A mulandóság hatalmát hirdeti, meghatározza a boldogságkeresés útjait. A szerelem az Éj birodalmában teljesedik ki, ezért teljesen ki van szolgáltatva a végességnek. A haláltudat miatt nincs tökéletes boldogság.

## Feldolgozásai

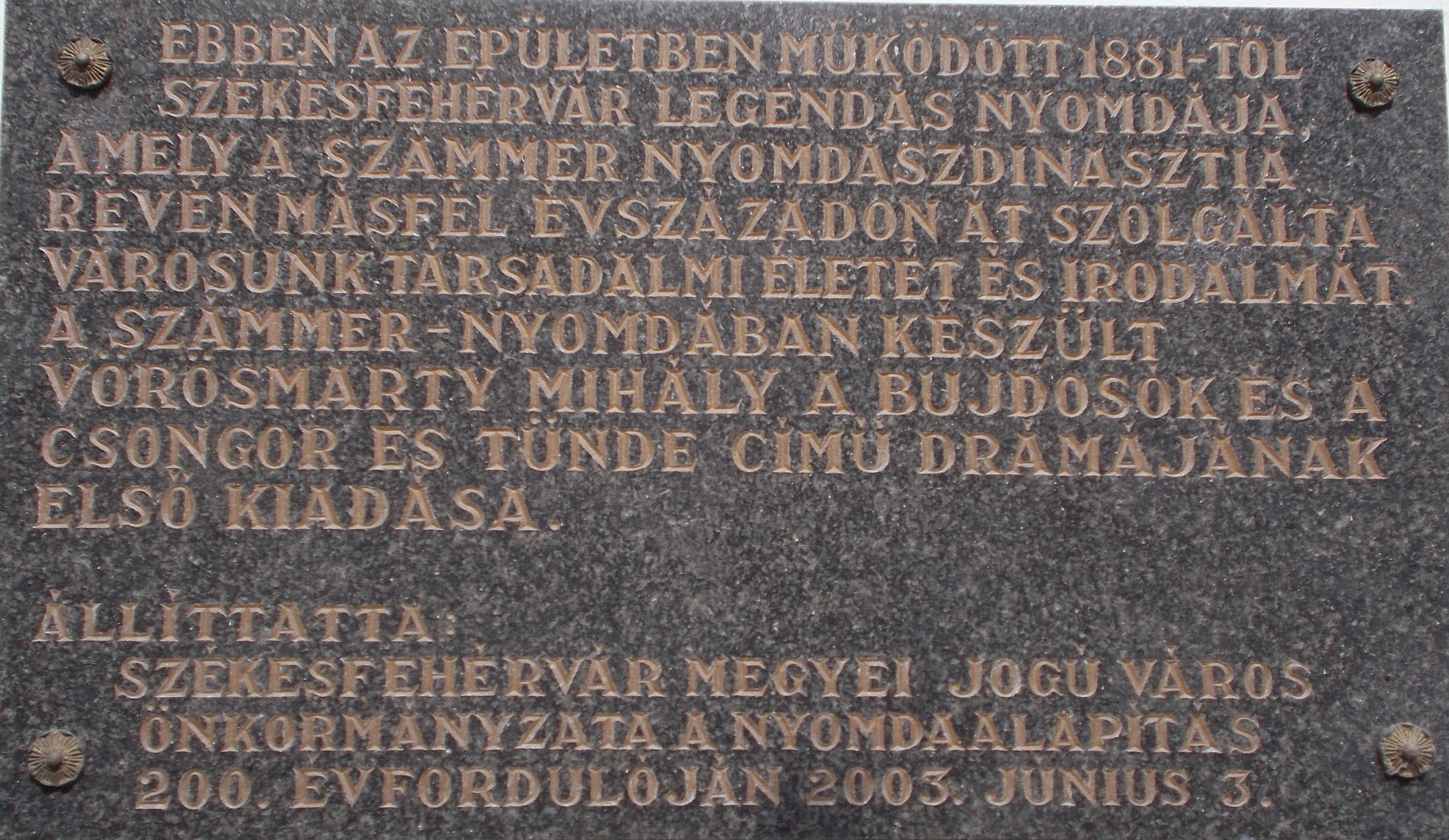
Emléktábla az első kiadást készítő nyomdáról Székesfehérvárott

- Csongor és Tünde (Weiner Leó és Márkus László, 1930)
- Csongor és Tünde (1976, tévéfilm) rendező: Zsurzs Éva, szereplők: Safranek Károly, Zsurzs Kati, Gobbi Hilda, Pécsi Ildikó
- Csongor és Tünde (1985, színházi felvétel) rendező: Szikora János, szereplők: Bal József, Eszenyi Enikő, Sólyom Kati, Kiss Mari, Tardy Balázs
- Csongor és Tünde: Üdlak (1995, színházi felvétel) rendező: Novák Eszter, szereplők: Horváth Virgil, Szalai Mariann, Csomós Mari, Prókai Annamária
- Vörösmarty Mihály: Csongor és Tünde (2010, színházi felvétel) rendező: Bodolay, szereplők: Horváth Illés, Gidró Katalin, Fekete Gizi, Szilágyi Annamária
- Ligeti Miklós két külön szobrot készített Csongorról és Tündéről, amelyek Budapest I. kerületében, a Budavári Palotában tekinthetők meg.
- Vörösmarty Mihály: Csongor és Tünde (2016, színházi felvétel) rendező: Horgas Ádám, szereplők: Blahó Gergely, Vlasits Barbara, Köles Ferenc, Kulcsár Viktória
- Vörösmarty Mihály: Csongor és Tünde -2019 Rs9 Színház rendező: H.Varga Tamás, szereplők Egyed Birigtta, Putnoki László, Virga Timea
- Vörösmarty Mihály: Csongor és Tünde (2025-ös animációs film)[5]
- Dér Adrienn: Tündéri küldetés (2025, Móra Könyvkiadó; mesekönyv az animációs film alapján)